# Tomislav Sunić

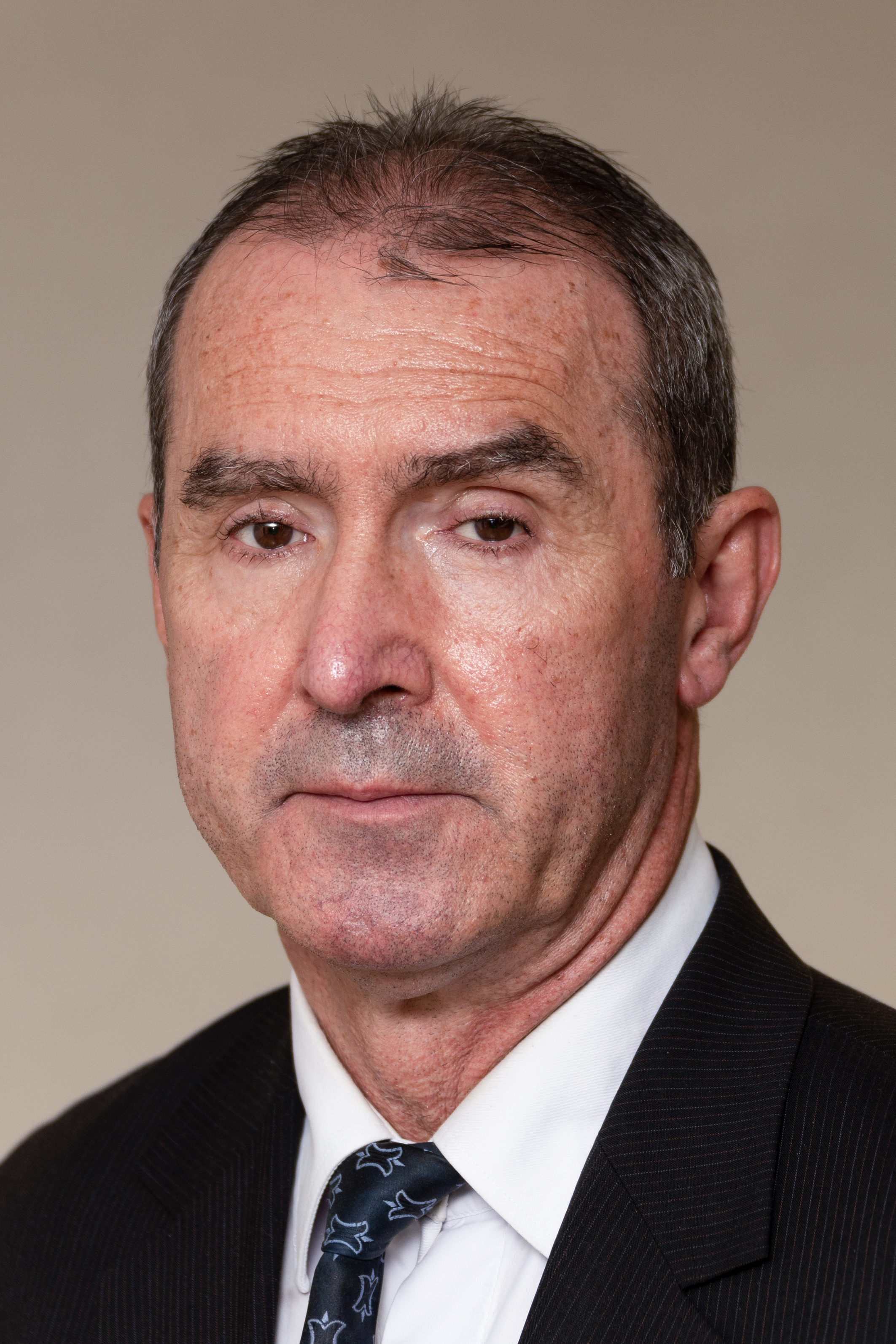
Tomislav Sunić, 2018

Tomislav Sunić conhecido como Tom Sunic nos países de língua inglesa é um escritor croata-americano, tradutor e ex-professor. Suas opiniões são citadas frequentemente como parte do movimento da Nova Direita na Europa.
1. ↑  http://tomsunic.com/
2. ↑  http://ihr.org/jhr/v14/v14n2p28_Warren.html